# Taraxacum lunare
Taraxacum lunare — вид квіткових рослин з родини айстрових (Asteraceae). Вид зростає в Європі: Бельгія, Чехія, Данія, Німеччина, Нідерланди, Польща, Швеція, Швейцарія; інтродукований до Великої Британії та Ірландії; це багаторічна рослина помірних біомів.

## Опис
Це досить міцна, середньо-зелена кульбаба з висхідними досить широкими листками без темних плям. Черешки досить короткі та вузькі, зубчасто-крилаті, зелені. Бічних часток листка 4–5, довгих, відігнутих, серпоподібних з дрібними загостреними зубцями на дистальному краї проксимальних часток. Кінцева частка листа відносно невелика, широко трикутна, не помітно різнолистна. Зовнішні приквітки бліді, вузькі, зігнуті назад, стаючи відігнутими дистально. Квіткова голова досить велика, до 55 мм у діаметрі й більше, у розширеному стані плоска.